# František Ronovský
František Ronovský (11. ledna 1929 Praha – 17. března 2006 tamtéž) byl český malíř, figuralista.

## Život
Narodil se v rodině Karla Ronovského (* 1883 Modlíkov), pražského obchodníka s kávou, matka se starala o domácnost. Měl dva sourozence, bratr Karel i sestra vystudovali právnickou fakultu UK.
V letech 1935–1940 chodil do obecné školy ve Vršovicích, kde také pokračoval ve studiu na gymnáziu v Kodaňské ulici. Již během studia rozvíjel svůj zájem o malířskou tvorbu mj. v soukromých hodinách kresby a malby u dvou žáků Vojtěcha Hynaise, nejdříve Antonína Růžičky, poté Rudolfa Pařízka.
V letech 1948–1953 vystudoval figurální malbu na Akademii výtvarných umění v Praze v ateliérech prof. Miloslava Holého a prof. Karla Součka, u něhož byl v letech 1958-1961 aspirantem. 
Vystavovat začal již během studií.účastnil se výstav pořádaných spolky Mánes a Umělecká beseda. Od roku 1954 nastoupil dvouletou vojenskou službu, nejprve ve Stříbře, pak v Praze. 
V letech 1961-1970 se stal členem výtvarné skupiny Etapa, v níž se sešel s malíři Václavem Kimlem, Jaroslavou Pešicovou, Otakarem Synáčkem, sochaři Františkem Pacíkem, Františkem Štorkem a dalšími. Jejich programem byl „senzualismus, intimismus i zobrazení života a cítění dnešního člověka se snahou obohatit život poezií“.
Ronovský v roce 1957 uspořádal v Praze svou první samostatnou výstavu, další individuální výstavy měl v Čechách a na Moravě (Praha, Ostrava, Karlovy Vary, Bruntál, Litoměřice, Teplice), na Slovensku jenom v Bratislavě (1960 a 1986 v Galerii města Bratislavy). Svými obrazy byly zastoupen také na Bienále mladých v Paříži (1961), na Bienále v Benátkách (1968, kde získal též cenu) a na Bienále v  São Paulu (1969). Absolvoval mnohé studijní cestyː do NDR, NSR, Sovětského svazu a do Střední Asie, navštívil Paříž, Vídeň, Itálii, Belgii a Holandsko. Kreslil a maloval především v Praze a ve svém venkovském sídle v Hajské u Strakonic.

## Dílo
František Ronovský byl především malířem nové figurace, důsledným figuralistou, často rozměrných pláten. Počátkem 60. let prošel krátkým obdobím abstrakce. Ve svém díle se zpočátku soustředil na motivy kaváren a ženské akty, experimentoval přitom s enkaustikou. Přitahovaly ho však také motivy kalvárie a piety. V další tvorbě ho ovlivnily zahraniční studijní cesty, část jeho díla je tak věnována např. Paříži. V roce 1968 vystavoval na Bienále v Benátkách, následujícího roku v São Paulu.
Od roku 1972 trávil volný čas a tvořil ve své usedlosti ve vesnici Hajská u Strakonic, jíž věnoval cyklus obrazů. Po smrti své matky v roce 1983 vytvořil rozsáhlý cyklus nazvaný Maminka. 
Jeho díla jsou zastoupena v českých i zahraničních galeriích, z českých např. v Praze, Olomouci, Liberci.
Zemřel ve věku 77 let ve svém pražském ateliéru.

## Citát
| „               | Franta Ronovský je, jak říká můj syn Jakub, poslední renesanční malíř ne v Čechách, ale možná v Evropě. Někdo může tvrdit, že je to staromilské, ale není to pravda. Je tvrdohlavý k zbláznění, maluje neustále svůj rozměr sto devadesát pět na dva pět na obrovské dřevěné desky. Zřídka maluje na plátna. Umí malovat prostě – jeho technika je pracovitost, v ateliéru můžete vidět tu neuvěřitelnou dřinu...a pozorovat Frantu při díle je rozkoš. Tvrdohlavě lpí na své technice, na míchání vosku s olejem, proto jsou ty obrazy trvalé nejen co do obsahu, ale i do formy. | “ |
| — Josef Vinklář | |   |